# Choisy
Choisy – miejscowość i gmina we Francji, w regionie Owernia-Rodan-Alpy, w departamencie Górna Sabaudia.
Według danych na rok 1990 gminę zamieszkiwało 1068 osób, a gęstość zaludnienia wynosiła 64 osoby/km² (wśród 2880 gmin regionu Rodan-Alpy Choisy plasuje się na 741. miejscu pod względem liczby ludności, natomiast pod względem powierzchni na miejscu 668.).

## Galeria

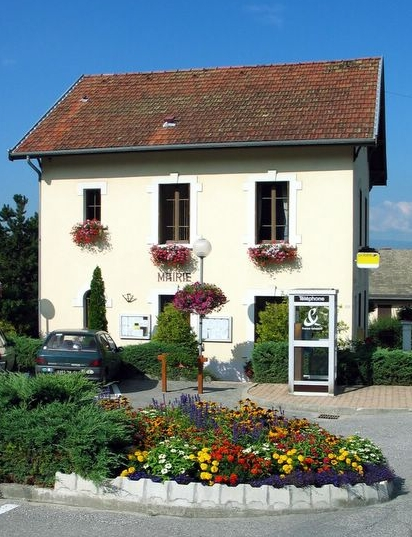
Ratusz (2006)
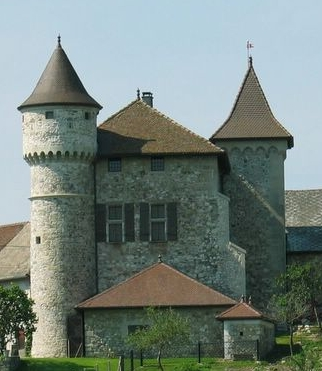
Zamek Rossy (2006)
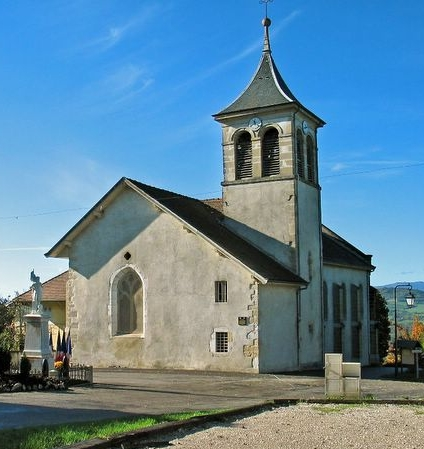
Kościół (2006)